# Richmond West
Richmond West statisztikai település az Amerikai Egyesült Államokban, Florida államban, Miami-Dade megyében. Lakosainak száma 35 884 fő (2020. április 1.).

## Népesség
A település népességének változása:
| Lakosok száma | 28 082 | 31 973 | 35 884 |
|               | 2000   | 2010   | 2020   |